# Năng Khả
Năng Khả là một xã thuộc huyện Na Hang, tỉnh Tuyên Quang, Việt Nam.
Xã Năng Khả có diện tích 105,10 km², dân số năm 2006 là 5.007 người, mật độ dân số đạt 48 người/km².